# Sergej Kamenev
Sergej Sergejevitj Kamenev (ryska: Серге́й Серге́евич Ка́менев, född 16 april [gamla stilen 4 april] 1881, död 25 augusti 1936, var en sovjetisk militär.
Kamenev föddes i Kiev och tjänstgjorde som officer (överste) i tsararmén under första världskriget. Han anslöt sig till bolsjevikerna 1918 och blev 1919 överbefälhavare i Röda armen under inbördeskriget. Kamenev var medlem av det revolutionära krigsrådet i SSSR från april 1924 till maj 1927. Han avled av en hjärtattack 25 augusti 1936; av en tillfällighet samma datum då hans namne Lev Kamenev (ingen släktskap) avrättades tillsammans med Grigorij Zinovjev under Stalins utrensningar.